# CFBDSIR 1458+10
CFBDSIR J145829+101343 (CFBDSIR 1458+10, CFBDSIR J1458+1013) — двойная система из двух обращающихся друг вокруг друга коричневых карликов спектральных классов T9 и Y0, расположенная в созвездии Волопаса на расстоянии 104 световых лет от Солнца.
Меньший из двух компонентов, CFBDSIR 1458+10B имеет температуру поверхности около 370 K (≈100 °C)
 и считался самым холодным известным коричневым карликом до обнаружения WISE 1828+2650 в августе 2011 года.

## Открытие
CFBDSIR 1458+10 A открыли в 2010 году Делорм (Delorme) и др. в рамках обзора Canada-France Brown Dwarf Survey на 3,6-метровом Телескопе Канада-Франция-Гавайи в обсерватории Мауна-Кеа, Гавайи. Изображение в полосе z` было получено 15 июля 2004 года с помощью MegaCam, изображение в полосе J было получено 1 апреля 2007 года с помощью WIRCam. В 2009 году было продолжено фотометрическое исследование на 3,5-метровом телескопе New Technology Telescope в обсерватории Ла-Силья, Чили. В 2010 году Делорм и др. опубликовали статью в журнале Astronomy and Astrophysics, в которой сообщили об открытии 55 звёзд-кандидатов в T-карлики, 6 из которых после проведения фотометрических исследований были подтверждены как T-карлики, включая три очень холодных коричневых карлика (более поздний класс, чем T7, возможно, класс Y), в число которых входит CFBDSIR 1458+10.
CFBDSIR 1458+10 B (CFBDSIR J1458+1013 B) в 2011 году открыли Лю (Liu) и др. при наблюдениях на телескопе Кек II, Мауна-Кеа, Гавайи. Сами наблюдения проводились 22 мая и 8 июля 2010 года. В 2011 году Лю и др. опубликовали статью в журнале  The Astrophysical Journal, в которой сообщили об открытии компонента B в системе CFBDSIR 1458+10. Также было представлено значение тригонометрического параллакса в полосе J, измеренного с помощью WIRCam на Телескопе Канада-Франция-Гавайи в течение семи эпох в 2009—2010 годах, а также данные спектроскопии, полученные с помощью спектрографа X-Shooter телескопа Unit Telescope 2 (UT2) в системе Very Large Telescope Европейской южной обсерватории (наблюдения проводились с 5 мая по 9 июля 2010 года), что позволило оценить температуру и другие физические параметры двух коричневых карликов.

## Наблюдения 2012 года с помощью 2012 Keck LGS-AO
В 2012 году Лю и др. наблюдали  CFBDSIR 1458+10 с помощью системы адаптивной оптики 10-метрового телескопа Кек II с использованием инфракрасной камеры NIRC2; наблюдения проводились 13 апреля 2012 года. В 2012 году Лю и др. опубликовали статью в  The Astrophysical Journal, где представили результаты наблюдений трёх двойных систем коричневых карликов, бинарность двух из которых была установлена впервые, а бинарность  CFBDSIR 1458+10 была известна до этого.

## Расстояние
Тригонометрический параллакс CFBDSIR 1458+10, измеренный Dupuy и Liu в 2012 году в рамках программы The Hawaii Infrared Parallax Program, составляет 31,3 ± 2,5 мсд, что соответствует расстоянию 31.9+2.8
−2.4 пк или 104.2+9.0
−7.7 св. лет.
Оценки расстояний до CFBDSIR 1458+10
| Источник                     | Параллакс, мсд | Расстояние, пк | Расстояние, Св. лет | Ссылка |
| ---------------------------- | -------------- | -------------- | ------------------- | ------ |
| Delorme et al. (2010)        |                | ~23            | ~75                 | [ 11 ] |
| Liu et al. (2011)            | 43,3 ± 4,5     | 23,1 ± 2,4     | 75,3 ± 7,8          | [ 4 ]  |
| Dupuy & Liu (2012)(препринт) | 34,0 ± 2,6     | 29,4+2,4 −2,1  | 95,9+7,9 −6,7       | [ 12 ] |
| Dupuy & Liu (2012)           | 31,3 ± 2,5     | 31,9+2,8 −2,4  | 104,2+9,0 −7,7      | [ 1 ]  |

Курсивом показаны значения, полученные не из тригонометрического параллакса. Наилучшее значение выделено полужирным шрифтом.

## Собственное движение
CFBDSIR 1458+10 обладает собственным движением около 420 мсд в год.
Оценки собственного движение CFBDSIR 1458+10
| Источник                      | μ, мсд/г    | P. A., °      | μRA, мсд/г  | μDEC, мсд/г  | Ссылка       |
| ----------------------------- | ----------- | ------------- | ----------- | ------------ | ------------ |
| Delorme et al. (2010)         | 444 ± 16    | 157,5 ± 2,1   | 170 ± 16    | -410 ± 16    | [ 11 ] [ 4 ] |
| Liu et al. (2011)             | 432 ± 6     | 154,2 ± 0,7   | 188         | –389         | [ 4 ]        |
| Dupuy & Liu (2012) (препринт) | 418,1 ± 3,2 | 155,4 ± 0,4   | 174,3 ± 3,0 | –380,0 ± 3,2 | [ 12 ]       |
| Dupuy & Liu (2012)            | 419,6 ± 2,6 | 155,50 ± 0,28 | 174,0 ± 2,0 | −381,8 ± 2,7 | [ 1 ]        |

Наилучшие значения выделены полужирным шрифтом.

## Физические свойства
Используя три модели, Лю и др. определили физические параметры компонентов CFBDSIR 1458+10.
Модели Lyon/COND  и Lbol:
| Компонент и предполагаемый возраст | Масса, MJup | Teff, K  | log g, см/с2 | P, г      |
| ---------------------------------- | ----------- | -------- | ------------ | --------- |
| A (для 1 млрд лет)                 | 12,1 ± 1,9  | 556 ± 48 | 4,45 ± 0,07  |           |
| B (для 1 млрд лет)                 | 5,8 ± 1,3   | 360 ± 40 | 4,10 ± 0,10  | 35+28 −10 |
| A (для 5 млрд лет)                 | 31 ± 4      | 605 ± 55 | 5,00 ± 0,08  |           |
| B (для 5 млрд лет)                 | 14 ± 3      | 380 ± 50 | 4,58 ± 0,11  | 22+18 −6  |

Модели из работы Burrows et al. (1997) и Lbol:
| Компонент и предполагаемый возраст | Масса, MJup | Teff, K  | log g, см/с2 | P, г     |
| ---------------------------------- | ----------- | -------- | ------------ | -------- |
| A (для 1 млрд лет)                 | 13 ± 2      | 550 ± 50 | 4,47 ± 0,07  |          |
| B (для 1 млрд лет)                 | 6,8 ± 1,5   | 350 ± 40 | 4,14 ± 0,10  | 33+27 −7 |
| A (для 5 млрд лет)                 | 36 ± 4      | 600 ± 60 | 5,06 ± 0,07  |          |
| B (для 5 млрд лет)                 | 17 ± 4      | 380 ± 50 | 4,65 ± 0,12  | 20+17 −6 |

Модели из работы Burrows et al. (2003) и M(J):
| Компонент и предполагаемый возраст | Масса, MJup | Teff, K  | log g, см/с2 | P, г      |
| ---------------------------------- | ----------- | -------- | ------------ | --------- |
| A (для 1 млрд лет)                 | 11,1 ± 0,7  | 479 ± 20 | 4,37 ± 0,03  |           |
| B (для 1 млрд лет)                 | 7,6 ± 0,6   | 386 ± 15 | 4,19 ± 0,04  | 34+28 −10 |
| A (для 5 млрд лет)                 | >25         | >483     | >4,85        |           |
| B (для 5 млрд лет)                 | 18,8 ± 1,3  | 407 ± 15 | 4,69 ± 0,03  | <22       |

Принятое значение температуры поверхности компонента B равно  370 ± 40 K, принятое значение массы равно 6-15 MJup.

### Светимость
На момент открытия CFBDSIR 1458+10 B являлся коричневым карликом с самой маленькой светимостью среди всех известных.
Оценки болометрической светимости CFBDSIR 1458+10
| Источник          | Lbol/L⊙ (A)                         | Lbol/L⊙ (B)                         | Ссылка |
| ----------------- | ----------------------------------- | ----------------------------------- | ------ |
| Liu et al. (2011) | 10−6.02 ± 0.14 ((1.1 ± 0.4) × 10−6) | 10−6.74 ± 0.19 ((2.0 ± 0.9) × 10−7) | [ 4 ]  |
| Liu et al. (2012) | 10−5.72 ± 0.13                      | 10−6.53 ± 0.13                      | [ 7 ]  |

## Спектральный класс компонента B
В работе Лю и др. (2011) звезде  CFBDSIR 1458+10 B был присвоен спектральный класс >T10, предполагалось, что CFBDSIR 1458+10 B может быть представителем спектрального класса Y. В 2012 году Лю и др. присвоили объекту спектральный класс Y0.

## Облака воды
Вследствие низкой температуры поверхности   CFBDSIR 1458+10 B  может содержать водяные облака в верхних слоях атмосферы.